# Přírodní park Chlum
Přírodní park Chlum je chráněné území, které bylo vyhlášeno v roce 2000 a sousedí s přírodním parkem Čížovky. Většina rozlohy přírodního parku se nalézá na zalesněných svazích Chloumeckého hřbetu, což je výrazný nesouměrný hrásťový hřbet orientovaný ve směru východ–západ, tvořený sedimenty křídového stáří (především kaolinické a jílovité pískovce), s relikty pliocenního zarovnaného povrchu na široké vrcholové části, se sprašovými závějemi na hustěji osídleném mírnějším jižním svahu.

## Flora a fauna
Většinu území zaujímají lesy - jde především o dubohabřiny, lokálně acidofilní doubravu nebo květnatou bučinu. Nejhojněji jsou zastoupeny duby letní i zimní, lípa srdčitá, habr obecný, javor klen, jasan ztepilý, buk lesní. V bylinném patře rostou vzácné nebo chráněné druhy rostlin jako jsou - okrotice bílá, jaterník podléška, konvalinka vonná, kopytník evropský, ostřice pýřitá a lesní, mochyně židovská třešeň, mařinka vonná, lilie zlatohlávek, sasanka hajní, kokořík mnohokvětý, doubravník sličný, samorostlík klasnatý aj.

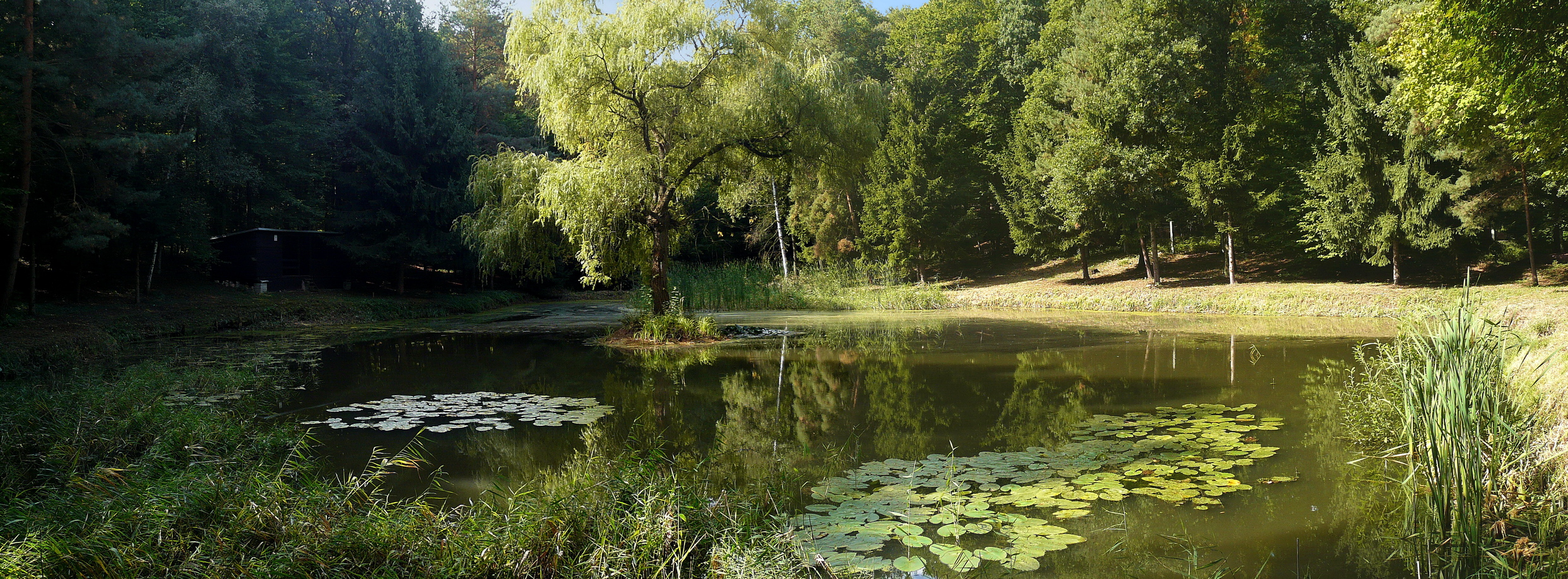
Jezírko pod Chlumem

V oblasti žijí druhy hmyzu jako např. soumračník slezový, batolec duhový, kozlíček osikový, některé druhy tesaříků a krasců. Z ptáků jsou zastoupeni červenka obecná, strakapoud velký, brhlík lesní, hrdlička zahradní, sojka obecná, káně lesní, budníček větší, žluna obecná. Dále jsou tu obojživelníci jako skokan hnědý a zelený, rosnička zelená a ropucha obecná.